# ۱۶ ماکیان

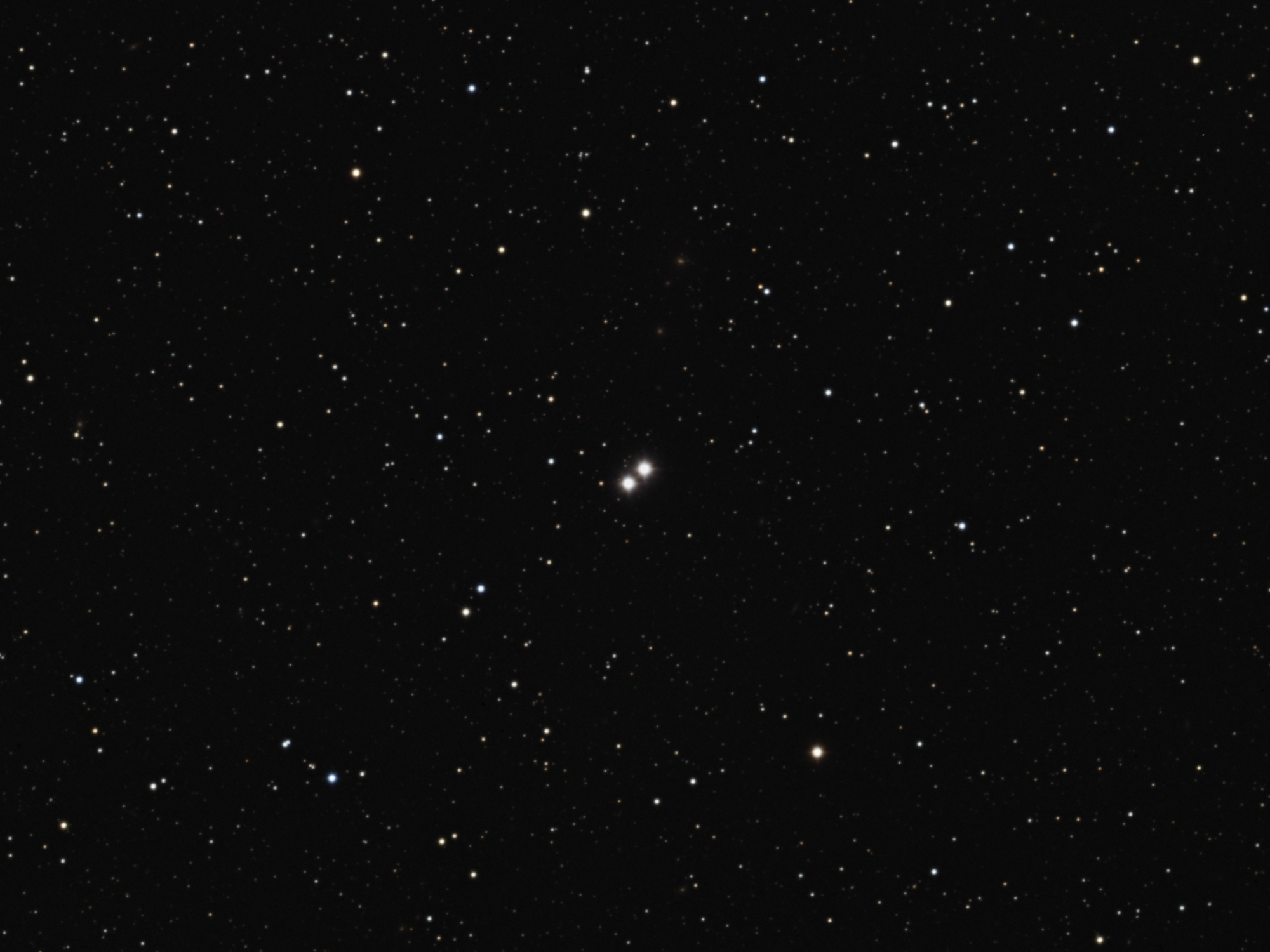
نمایی از ستارهٔ ۱۶ ماکیان در منظومهٔ خورشیدی – ۲۰۱۸

۱۶ ماکیان یک ستاره است که در صورت فلکی ماکیان قرار دارد.